# Basilique Sainte-Marie de Collemaggio
La Basilique Sainte-Marie de Collemaggio est un édifice religieux catholique qui se trouve à L'Aquila, dans la province des Abruzzes en Italie. Église abbatiale d'un monastère fondé par Pietro di Morrone elle fut construite en 1287, et acquit de l'importance - et son rang de basilique - lorsque Pietro di Morrone, devenu le pape Célestin V, la choisit pour son couronnement pontifical en 1294. 

## Histoire
En 1287 Pietro da Morrone, abbé bénédictin ermite, fonde un monastère à L'Aquila, dans les Apennins. Élu pape et adoptant le nom de  Célestin V il choisit de s'y faire couronner en aout 1294. La basilique est le monument religieux le plus important dans la ville. Institué un mois après l'élection pontificale de Célestin V le jubilé du 'Grand pardon' (la Perdonanza) y est toujours célébré annuellement, le 29 aout. C'est ainsi que la première Porte Sainte du monde s'y trouve.
La basilique fut gravement endommagée lors du séisme de 2009, elle sert temporairement de cathédrale après une première restauration.

## Architecture

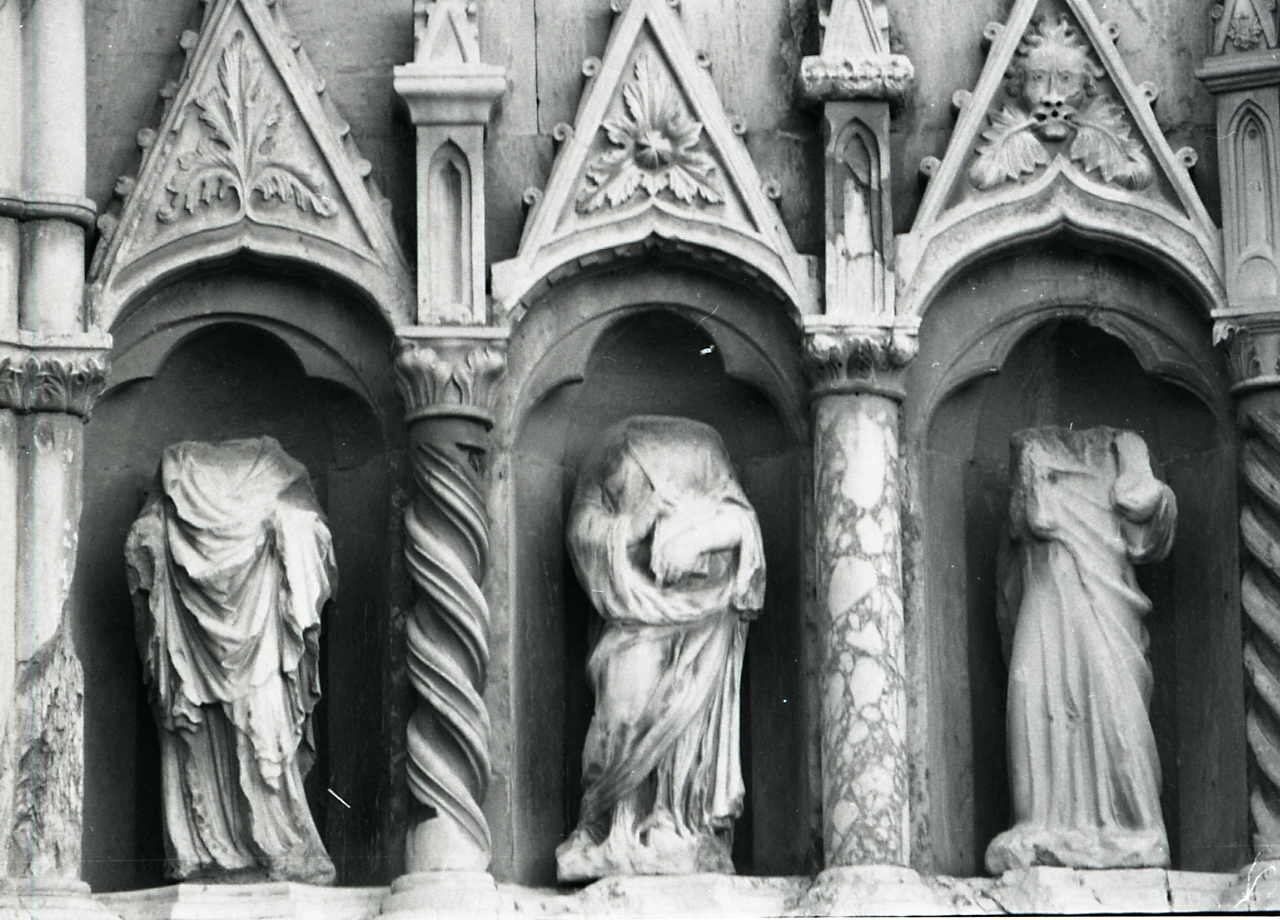
Détail des tabernacles et des statues du portail principal. Photo par Paolo Monti, 1969.

La basilique possède une façade rectangulaire ornée de figures géométriques polychromes sur lesquelles se distingue la rosace, paradigme du gothique fleuri.
On franchit tout d'abord un portail à voussures, flanqué de niches, puis on pénètre dans l'édifice constitué de trois nefs séparées entre elles par des piliers octogonaux et une série d'arcs brisés.
Sur les murs latéraux, on peut distinguer les vestiges de quelques fresques, particulièrement une « madone à l'enfant » de Francesco da Montereale. 
Après une restauration d'ensemble, la basilique a recouvré un style proche de l'originel, à l'exception du transept avec ses autels de style baroque.
En profondeur à droite de la nef se trouve le mausolée de saint Célestin V, monument d'inspiration nettement lombarde (1517). De l'autre côté du sanctuaire (à gauche) se trouve  la châsse de saint Jean Bassand, un des prieurs généraux de l'ordre célestin.

## Célébration
Tous les ans, saint Célestin V, fondateur du monastère et de son église (la basilique), est honoré lors de la « Perdonanza Celestiniana ». Il s'agit d'une fête organisée les 28 et 29 août qui commémore l'indulgence plénière accordée par le pape lors de son couronnement.

## Source
- (it) Cet article est partiellement ou en totalité issu de l’article de Wikipédia en italien intitulé « Basilica di Santa Maria di Collemaggio » (voir la liste des auteurs).